# Parafia Najświętszej Maryi Panny Wniebowziętej w Kościanie
Parafia pw. Najświętszej Maryi Panny Wniebowziętej w Kościanie – parafia rzymskokatolicka należąca do dekanatu kościańskiego archidiecezji poznańskiej. Została utworzona najprawdopodobniej w XII wieku, choć pierwsza wzmianka o plebanie kościańskim Janie pochodzi z 1289 roku. Jest najstarszą parafią w mieście (parafia farna), do 1967 roku obejmująca całą katolicką społeczność Kościana i okolicznych wsi. Kościół parafialny został wybudowany w stylu gotyckim w latach 1333–1356. Siedziba parafii znajduje się przy ul. Kościelnej 1. Liczy 12 700 wiernych. Obejmuje centralną część Kościana oraz miejscowości: Sierakowo, Szczodrowo, Kokorzyn i Pelikan.

## Historia
Powstanie parafii wiązać należy z lokacją Kościana, która miała miejsce w połowie XIII wieku. Niewykluczone jednak, że już w XII wieku sprawowano kult na obszarze istniejącej wówczas osady targowej. Od połowy XIV wieku parafia znalazła się pod zarządem rycerskiego zakonu joannitów, których siedziba znajdowała się przy kościele św. Jana Jerozolimskiego na poznańskiej Komandorii. Proboszczami kościańskiej parafii byli wpierw komandorzy, a później mianowani przez komandorów kapłani. Stan ten trwał do okresu reformacji, kiedy to zarzucano joannitom uleganie wpływom protestanckim. Wówczas zarząd parafią przejęli mianowani bezpośrednio przez biskupa poznańskiego księża diecezjalni. 
Zasadniczo do początków XIX wieku proboszczowie nie rezydowali w Kościanie. Posługę duszpasterską sprawowali mieszkający przy farze altarzyści i mansjonarze, których liczba ulegała zmianom. Pełnili również służbę w okolicznych parafiach. Opiekę duszpasterską nad wiernymi sprawowali również zakonnicy, których klasztory zostały ufundowane w mieście: dominikanie (XIV/XV w.) oraz bernardyni (1455). Fundowano również kościoły szpitalne na przedmieściach, przy których schronienie znajdowali podróżni, ubodzy i chorzy. W 1655 roku na skutek najazdu szwedzkiego świątynie, jak i inne zabudowania miasta uległy dewastacji i grabieży. Stopniowo po zakończeniu działań wojennych przywracano kult w kościołach, którym próbowano przywrócić dawną świetność.  

## Miejsca kultu

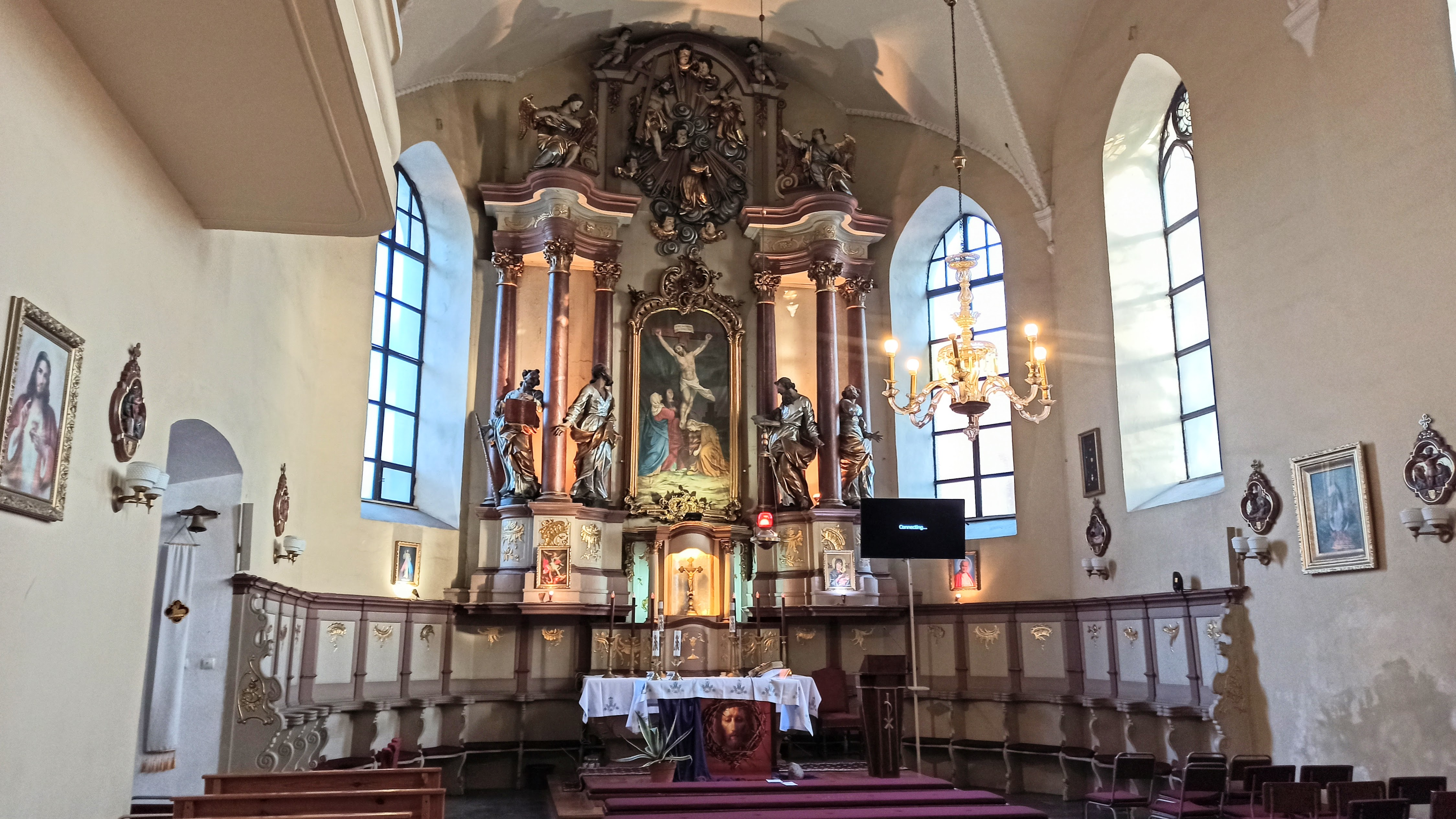
Kaplica filialna pw. NMP Anielskiej - dawny kościół klasztorny bernardynów (widok na ołtarz główny i prezbiterium)

### Obecne
- Kościół parafialny pw. NMP Wniebowziętej w Kościanie - główny kościół parafii i miasta.
- Kaplica pw. św. Zofii w Kościanie - dawna kaplica zakonna sióstr szarytek (zbudowana w 1878), obecnie kaplica wieczystej adoracji Najświętszego Sakramentu[2],
- Kaplica pw. Matki Bożej Anielskiej w Kościanie - dawny kościół zakonny franciszkanów bernardynów, obecnie na terenie Wielkopolskiego Centrum Neuropsychiatrycznego w Kościanie[3],
- Kaplica pw. Bożego Ciała w Kokorzynie - kaplica filialna,
- Kaplica pw. Miłosierdzia Bożego w szpitalu powiatowym w Kościanie.

### Nieistniejące
- Kościół zakonny dominikanów w Kościanie,
- Kościół pw. Świętego Krzyża w Kościanie[4]
- Kościół pw. Bożego Ciała w Kościanie[5].

## Cmentarze
- Zabytkowy cmentarz katolicki (tzw. stary) przy ul. Bączkowskiego w Kościanie - założony w połowie XIX wieku.
- Nowy cmentarz katolicki przy ul. Koszewskiego w Kościanie - założony w połowie XIX wieku jako ewangelicki, po II wojnie światowej pod zarządem parafii[6]

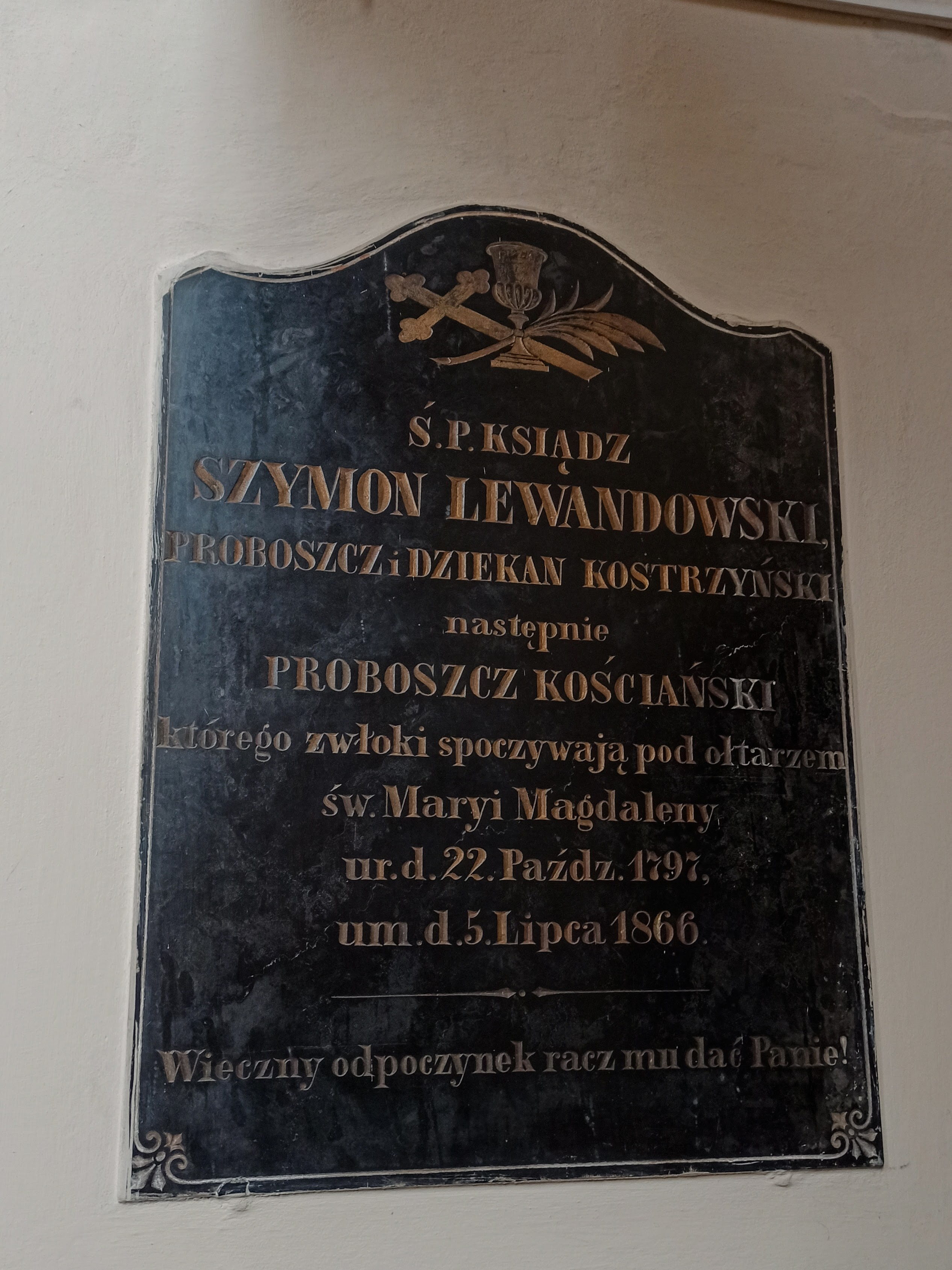
Tablica epitafijna ku pamięci ks. Szymona Lewandowskiego - pochowanego w podziemiach kościoła farnego.

## Proboszczowie
- Jakub (1289) - pierwszy wzmiankowany pleban kościański, kanonik poznański, kanclerz biskupi,
- Jan (1356) - komandor joannitów, pleban kościański,
- Jan (ok. 1395) - komandor joannitów, pleban kościański,
- Piotr (1404-1421) - komandor joannitów, pleban kościański,
- Wincenty (1425) - komandor joannitów, pleban kościański,
- Jan (1432) - komandor joannitów, pleban kościański,
- Michał (1483) - kanonik.
- Walenty (1492-1498),
- Achacy z Wrocławia (1508-1510?) - joannita,
- Wojciech z Czarnkowa (po 1505?) - joannita,
- Maciej z Kórnika (1545),
- Piotr Berka (Berek) z Maniewa (1547),
- Ambroży Włoszek z Poznania (1558-1561)
- Bartłomiej (do 1566),
- ks. Jan Powodowski h. Łodzia (po 1566-1585) - prepozyt poznański, kanonik gnieźnieński i łęczycki, pierwszy proboszcz diecezjalny,
- ks. Wincenty de Seve (1586-1602) - późniejszy archidiakon gnieźnieński,
- ks. Achacy Grochowski h. Junosza (1603-1619) - późniejszy biskup przemyski i łucki,
- ks.  Jan Rogalski (1619-1625) - joannita,
- ks. Krzysztof Maksymilian Chrzanowski (1626-1633) - kanonik,
- ks. Jan Różycki h. Doliwa (1640-1659) - jezuita, następnie sekretarz królewski, kanonik gnieźnieński i poznański, w latach 1667-1669 biskup chełmiński,
- ks. Marcin Poddębski (1659-1669) - kanonik poznański i wrocławski, odbudował farę po potopie szwedzkim, pochowany w podziemiach kościoła,
- ks. Teodor Korzeniowski (Korzeniewski) h. Nałęcz (1672/1682-1704) - kanonik gnieźnieński, w latach 1681-1704 archidiakon pszczewski[7][8],
- ks. Karol Rydzyński h. Wierzbna (1704-?) - kanonik gnieźnieński, w latach 1703-1709 archidiakon poznański, później opat przemęcki,
- ks. Paweł (de) Rachetti (1711-1719)
- ks. Szymon Wosiński (1719-1759) - kanonik poznański, protonotariusz apostolski, postawił w kościele ambonę i chór, odnowił organy,
- ks. Ludwik de Mathy (1760-1801) - kanonik poznański, gnieźnieński i kruszwicki, protonotariusz apostolski, w latach 1780-1802 biskup pomocniczy poznański,
- ks. Maciej Pryszka (1808-1813) - w latach 1772 - 1782 wikariusz, następnie komendarz (administrator)[9],
- ks. Piotr Mantey (Manty) (1813-1823) - wcześniej proboszcz w Długiej Goślinie[10], spowiednik benedyktynek w Poznaniu, troszczył się o odpowiedni poziom muzyki kościelnej[11],
- ks. Antoni Pawłowicz (1824-1849) - dominikanin, przeor klasztoru w Żninie, następnie wikariusz w Kościanie, komendarz kościoła Świętego Krzyża, dziekan kościański[12],
- ks. Szymon Lewandowski (1850-1867) - w latach 1830-1850 proboszcz i dziekan w Kostrzynie[13], podejmował prace remontowe we farze, pochowany w podziemiach kościoła, o czym zaświadcza umieszczone na filarze epitafium[14], za czasów jego posługi sprowadzono do parafii siostry szarytki.
- ks. Armin (de) Welnitz (1868-1875) - wcześniej kapelan więzienny w Rawiczu, ustanowiony na polecenie władz pruskich,
- ks. Juliusz Brenk (1875-1889) - narzucony przez rząd pruski w okresie Kulturkampfu, nieakceptowany przez społeczność Kościana, która korzystała z posług polskich duchownych,
- ks. Piotr Bączkowski (1889-1894) - wcześniej mansjonarz w Kościanie, w opozycji do ks. Brenka stawał po stronie parafian, objął urząd proboszcza po ustąpieniu poprzednika, podejmował pracę remontowe i konserwatorskie we farze, patriota, społecznik, jego imieniem nazwano jedną z ulic w Kościanie,
- ks. Józef Surzyński (1894-1919) - wcześniej wikariusz przy poznańskiej katedrze, muzyk wykładowca, historyk, kompozytor, założyciel Poznańskiego Chóru Katedralnego, działacz społeczny, patriota, stawał w obronie nauczania lekcji religii w języku polskim w czasach zaborów, jego imię nosi m.in. chór parafialny oraz ulica w Kościanie[15],
- ks. Stanisław Bednarkiewicz (1919-1941) - wcześniej wikariusz m.in. w Kościanie, pedagog, wydawca, społecznik, założyciel gimnazjum dla dziewcząt oraz kierownik Wyższej Szkoły dla Chłopców w Kościanie - poprzedniczki obecnego liceum, odznaczony Złotym Krzyżem Zasługi, aresztowany i osadzony w niemieckim obozie koncentracyjnym w Dachau, gdzie zmarł. Również jego imieniem nazwano jedną z ulic w mieście[16].
- ks. Bronisław Jasiewicz (1945-1946) - powojenny administrator parafii, późniejszy proboszcz w m.in. w Mieszkowie i Komornikach[17],
- ks. Tomasz Sworowski (1946-1976) - wcześniej proboszcz w Ostrzeszowie, dokonał renowacji kościoła po zniszczeniach wojennych, wybudował probostwo i dom katolicki,
- ks. Edward Pospieszny (1977-1989) - wcześniej proboszcz w Rogoźnie, Wyszynach i Miejskiej Górce, zmarł w 2000 roku, pochowany w Komornikach k. Poznania[18],
- ks. Czesław Bartoszewski (1989-2016)
- ks. Paweł Skrzypczak (od 2016)